# Michel Delpech (album, 1974)
Pour les articles homonymes, voir Michel Delpech (album).
Albums de Michel Delpech
Album
(1970) Quand j'étais chanteur
(1975)
Singles
1. Je pense à toi
Sortie : 1974
2. Je l'attendais
Sortie : 1974
3. Le Chasseur
Sortie : 1974
4. Nous n'habitons pas ensemble
Sortie : 1975

Michel Delpech, parfois appelé Le Chasseur, sorti en 1974, est le quatrième album studio de Michel Delpech, et comprend l'un de ses plus grands tubes, Le Chasseur.

## Liste des titres
| No  | Titre                        | Paroles                           | Musique           | Durée |
| --- | ---------------------------- | --------------------------------- | ----------------- | ----- |
| 1.  | Je l'attendais               | Michel Delpech, Jean-Michel Rivat | Michel Pelay      | 2:35  |
| 2.  | Ce fou de Nicolas            | Michel Delpech, Jean-Michel Rivat | Michel Pelay      | 2:26  |
| 3.  | La maison est en ruine       | Michel Delpech, Jean-Michel Rivat | Claude Morgan     | 3:47  |
| 4.  | Je pense à toi               | Michel Delpech, Jean-Michel Rivat | Roland Vincent    | 3:17  |
| 5.  | Le Retour de Claire          | Michel Delpech, Jean-Michel Rivat | Terry Ward        | 2:25  |
| 6.  | Le Chasseur                  | Michel Delpech, Jean-Michel Rivat | Michel Pelay      | 3:03  |
| 7.  | Nous n'habitons pas ensemble | Michel Delpech, Jean-Michel Rivat | Guy Mattéoni      | 3:02  |
| 8.  | Quel souvenir papa           | Michel Delpech, Jean-Michel Rivat | Roland Vincent    | 2:57  |
| 9.  | 24 décembre au soir          | Michel Delpech, Jean-Michel Rivat | Roland Vincent    | 2:46  |
| 10. | Un jour, tu verras           | Mouloudji                         | Georges van Parys | 3:04  |